# Guillaume Cizeron
Guillaume Cizeron (Montbrison, Loire, 12 de novembro de 1994) é um patinador artístico francês. Cizeron compete na dança no gelo. Com Gabriella Papadakis, ele foi campeão dos Jogos Olímpicos de inverno de Pequim 2022, medalhista de prata nos Jogos Olímpicos de Inverno de 2018, cinco vezes campeão mundial, pentacampeão europeu e hexacampeão francês. A dupla conquistou o ouro em Pequim 2022.

## Vida pessoal
Guillaume Cizeron nasceu em Montbrison, França. Seu pai, Marc, é presidente do clube de patinação Auvergne Clermont Danse sur Glace. Ele se mudou para Montreal, Quebec, Canadá em 14 de julho de 2014.

## Principais resultados

### Com Gabriella Papadakis
| Resultados | Resultados    | Resultados    | Resultados        | Resultados      | Resultados       | Resultados        | Resultados        | Resultados      | Resultados       | Resultados       | Resultados      | Resultados       | Resultados    | Resultados      |
| Internacional | Internacional | Internacional | Internacional     | Internacional   | Internacional    | Internacional     | Internacional     | Internacional   | Internacional    | Internacional    | Internacional   | Internacional    | Internacional | Internacional   |
| Evento/Temporada | 08–09         | 09–10         | 10–11             | 11–12           | 12–13            | 13–14             | 14–15             | 15–16           | 16–17            | 17–18            | 18–19           | 19–20            | 20–21         | 21–22           |
| --- | ------------- | ------------- | ----------------- | --------------- | ---------------- | ----------------- | ----------------- | --------------- | ---------------- | ---------------- | --------------- | ---------------- | ------------- | --------------- |
| Jogos Olímpicos |               |               |                   |                 |                  |                   |                   |                 |                  | Medalha de prata |                 |                  |               | Medalha de ouro |
| Campeonato Mundial |               |               |                   |                 |                  | 13.ª              | Medalha de ouro   | Medalha de ouro | Medalha de prata | Medalha de ouro  |                 | C                | WD            |                 |
| Campeonato Europeu |               |               |                   |                 |                  | 15.ª              | Medalha de ouro   | Medalha de ouro | Medalha de ouro  | Medalha de ouro  | Medalha de ouro | Medalha de prata |               |                 |
| GP Grand Prix Final |               |               |                   |                 |                  |                   | Medalha de bronze |                 | Medalha de prata | Medalha de ouro  |                 | Medalha de ouro  |               | C               |
| GP Cup of China |               |               |                   |                 |                  |                   | 1st               |                 |                  | Medalha de ouro  |                 |                  |               | C               |
| GP Internationaux de France |               |               |                   |                 |                  | 5.ª               | Medalha de ouro   | WD              | Medalha de ouro  | Medalha de ouro  | Medalha de ouro | Medalha de ouro  | C             | Medalha de ouro |
| GP Italy |               |               |                   |                 |                  |                   |                   |                 |                  |                  |                 |                  |               | Medalha de ouro |
| GP NHK Trophy |               |               |                   |                 |                  |                   |                   | WD              | Medalha de prata |                  | WD              | Medalha de ouro  |               |                 |
| GP Rostelecom Cup |               |               |                   |                 |                  | 7.ª               |                   |                 |                  |                  |                 |                  |               |                 |
| CS Skate Canada Autumn Classic |               |               |                   |                 |                  |                   | Medalha de ouro   |                 |                  |                  |                 |                  |               | WD              |
| CS Finlandia Trophy |               |               |                   |                 |                  |                   |                   |                 |                  | Medalha de ouro  |                 |                  |               | Medalha de ouro |
| Coupe Internationale de Nice |               |               |                   |                 |                  | Medalha de ouro   |                   |                 |                  |                  |                 |                  |               |                 |
| Golden Spin of Zagreb |               |               |                   |                 |                  | 4.ª               |                   |                 |                  |                  |                 |                  |               |                 |
| Internacional – Júnior |               |               |                   |                 |                  |                   |                   |                 |                  |                  |                 |                  |               |                 |
| Campeonato Mundial Júnior |               | 22.ª          | 12.ª              | 5.ª             | Medalha de prata |                   |                   |                 |                  |                  |                 |                  |               |                 |
| JGP JGP Final |               |               |                   |                 | Medalha de prata |                   |                   |                 |                  |                  |                 |                  |               |                 |
| JGP JGP Áustria |               |               | Medalha de bronze |                 | Medalha de ouro  |                   |                   |                 |                  |                  |                 |                  |               |                 |
| JGP JGP Estados Unidos |               | 15.ª          |                   |                 |                  |                   |                   |                 |                  |                  |                 |                  |               |                 |
| JGP JGP Estônia |               |               |                   | 4.ª             |                  |                   |                   |                 |                  |                  |                 |                  |               |                 |
| JGP JGP França |               |               | 4.ª               |                 | Medalha de ouro  |                   |                   |                 |                  |                  |                 |                  |               |                 |
| JGP JGP Polônia |               |               |                   | 4.ª             |                  |                   |                   |                 |                  |                  |                 |                  |               |                 |
| International Trophy of Lyon |               |               | Medalha de ouro   | Medalha de ouro | Medalha de ouro  |                   |                   |                 |                  |                  |                 |                  |               |                 |
| Santa Claus Cup | N             |               |                   | J               |                  |                   |                   |                 |                  |                  |                 |                  |               |                 |
| NRW Trophy |               |               |                   |                 | J                |                   |                   |                 |                  |                  |                 |                  |               |                 |
| Nacional |               |               |                   |                 |                  |                   |                   |                 |                  |                  |                 |                  |               |                 |
| Campeonato Francês |               |               |                   |                 |                  | Medalha de prata  | Medalha de ouro   | Medalha de ouro | Medalha de ouro  | Medalha de ouro  | Medalha de ouro | Medalha de ouro  | WD            | Medalha de ouro |
| Master's |               |               | J                 | J               | J                | Medalha de bronze | Medalha de ouro   |                 | Medalha de ouro  | Medalha de ouro  |                 | Medalha de ouro  |               |                 |
| Equipes |               |               |                   |                 |                  |                   |                   |                 |                  |                  |                 |                  |               |                 |
| Troféu Mundial por Equipes |               |               |                   |                 |                  |                   | 6.ª 6T/2P         |                 |                  |                  | 6.ª 4T/1P       |                  |               |                 |
| Legenda: GP = Grand Prix; JGP = Grand Prix Júnior; CS = Challenger Series; WD = Abandonou; T = Posição da equipe; P = Posição individual; Competição não foi disputada nesta temporada; Competição não fez parte do GP/CS; Competição fez parte do GP/CS |               |               |                   |                 |                  |                   |                   |                 |                  |                  |                 |                  |               |                 |